# Старое Веретье
Старое Веретье — деревня в Шимском районе Новгородской области в составе Медведского сельского поселения.

## География
Находится в западной части Новгородской области на расстоянии приблизительно 15 км на север-северо-запад по прямой от районного центра поселка Шимск.

## История
На карте 1840 года уже была отмечена как «1-й Роты 3-е Кап.». Входила в систему военных поселений в Новгородской губернии. На карте 1847 года отмечена как поселение с современным названием и с 67 дворами. В 1907 году здесь (деревня Новгородского уезда Новгородской губернии) было учтено 74 двора.

## Население
Численность населения: 435 человек (1907 год), 61 (русские 97 %) в 2002 году, 29 в 2010.